# Jacques Mazoin
Pour les articles homonymes, voir Mazoin.
Pas d'image ? Cliquez ici

a Compétitions nationales et continentales officielles uniquement.

Jacques Mazoin, né le 6 février 1929 à Châteauneuf-sur-Charente et mort le 9 juillet 2020 à Bayonne, est un joueur français de rugby à XV. Il se reconvertit ensuite au poste d'entraîneur.

## Biographie
Né le 6 février 1929 à Châteauneuf-sur-Charente,, Jacques Mazoin intègre l'US Dax dès les catégories juniors. Il remporte le titre de champion de France en catégorie Reichel en 1949.
Il étudie ensuite à l'École normale supérieure d'éducation physique, et évolue en parallèle au Paris UC de 1952 à 1954.
De retour à Dax, il évolue avec l'équipe première de l'USD, notamment lors de la saison 1959-1960. En parallèle, il exerce le métier de professeur de sport à partir de 1963 au lycée Borda de Dax.
Après sa retraite de joueur, il continue d'intervenir au club. Préparateur physique de l'équipe première de 1964 à 1973, il entraîne ensuite cette dernière, de 1974 à 1977,.
Mazoin meurt le 9 juillet 2020 à Bayonne, à l'âge de 91 ans.